# Micrathyria hagenii
Micrathyria hagenii là loài chuồn chuồn trong họ Libellulidae. Loài này được Kirby mô tả khoa học đầu tiên năm 1890.

## Hình ảnh

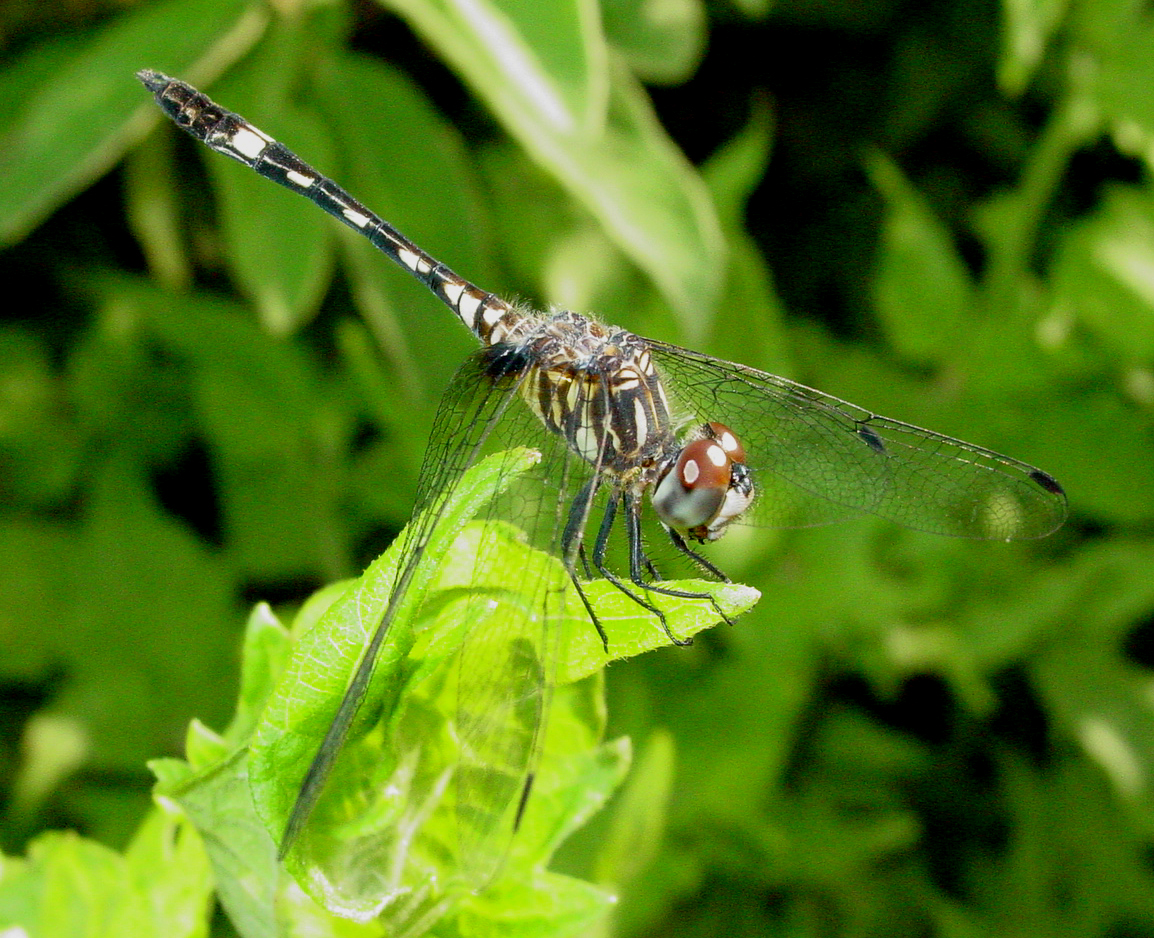